# Johnius belangerii
Cá đù Uốp (Danh pháp khoa học: Johnius belengerii) là một loài cá biển trong họ cá lù đù Sciaenidae thuộc bộ cá vược. Chúng còn gọi là cá uốp, cá xém mang, bề ngoài thoạt nhìn khá giống cá lanh, cá đù nhưng thân tròn và ngắn hơn. 

## Phân bố
Cá uốp phân bố ở Ấn Độ, Niu Ghinê, Indonesia, Singapore, Phillippin, Thái Lan, Nam Trung Quốc, Phân bố Việt Nam chủ yếu tại Vịnh Bắc bộ, miền Trung, Đông, Tây Nam bộ. Đây là loài cá có giá trị kinh tế. Mùa vụ khai thác quanh năm, cá dùng để ăn tươi, phơi khô. Tên thường gọi tiếng Việt là: Cá uốp Bê lăng, Cá đù. Tên thường gọi tiếng Anh: Silver croaker, Belanger croaker. Loại cá biển cỡ nhỏ này thịt dày và chắc, kho, rán, nấu canh riêu hoặc phơi một nắng đều thơm ngon, giá thành lại khá rẻ.

## Đặc điểm
Thân hình thoi dài, dẹp bên. Kích cỡ khai thác 150–200 mm. Đường bên chạy đến tận cùng của vây đuôi. Thân có nhiều sắc tố đen, đôi khi không theo quy luật, đôi khi tập trung thành vạch đen ngắn chạy dọc lưng hoặc trên vây lưng, phần tia cứng của vây lưng màu đen. Nhiều khi các vây ngực và vây bụng cũng có màu đen. Trên xương nắp mang có một đốm đen.
Đầu con cá to, mõm cá tròn, miệng trước của cá thì nhỏ. Hàm trên đạt tới phía dưới giữa mắt của cá. Cá thuộc loài này không có râu ở cằm. Răng của chúng thì tách biệt thành răng lớn, nhỏ chỉ ở hàm trên còn răng lớn thì tạo thành dãy ở bên ngoài, loài cá này đặc biệt không có răng nanh. Bóng bơi hình búa với 11–13 nhánh phụ phân nhánh.
Vây lưng của chúng có 9–10 tia cứng tiếp theo là một rãnh sâu, phần tiếp theo của vây lưng có 1 tia cứng và 27–31 tia mềm. Vây ngực trung bình bằng 3/4 chiều dài đầu. Vây hậu môn có 2 tia cứng và 7–8 tia mềm, tia thứ hai tương đối khỏe, bằng 1/3 chiều dài của đầu. Vây đuôi lồi nhọn dạng thoi. 